# Greizer Theaterherbst
Der Greizer Theaterherbst ist ein einwöchiges soziokulturelles Theaterfestival im ostthüringischen Greiz und dem Umland. Es wird seit 1992 jährlich im September vom Verein „Greizer Theaterherbst e.V.“ veranstaltet. Besonderes Merkmal des Festivals ist die Mischung aus Eigenproduktionen von Amateurworkshops und Gastspielen professioneller Produktionen.

## Amateurwerkstätten
In den Sommermonaten nehmen die bis zu zwölf Amateurworkshops des Theaterherbstes ihre Arbeit auf. Unter der Leitung professioneller Künstler arbeiten interessierte Amateure an verschiedenen Kunstprojekten, die in der Festivalwoche präsentiert werden. Zu diesen Werkstätten gehören Schauspielwerkstätten für Erwachsene, Jugendliche und Kinder; Bewegungs- bzw. Tanztheaterwerkstätten; Gestaltungs- bzw. Kunstwerkstätten; Musicalwerkstätten sowie Medien- und Pressewerkstätten.

## Gastspiele
Im Rahmen der Festivalwoche finden Gastspiele professioneller Bühnenensembles und Musikgruppen, von anderen Amateurtheaterprojekten und Schauspielhochschulen statt. Die Gastspiele kommen vorwiegend aus dem deutschsprachigen Kulturraum, aber auch aus anderen Regionen Europas und der Welt. Im Jahr 2011 waren erstmals alle staatlichen Theater Thüringens mit Aufführungen zum Theaterherbst zu Gast.

## Spielstätten
Die Veranstaltungen des Theaterherbstes finden an verschiedenen Spielstätten in der Stadt Greiz statt. Bis zur Schließung des Hauses wurde das Theater der Stadt Greiz genutzt, in welchem auch der Theaterherbst-Verein seinen Sitz hatte. Im Jahr 2011 wurde erstmals dessen Nachfolgebau, die Vogtlandhalle Greiz, genutzt, auch der Verein hat dort seine Räumlichkeiten. Weitere Kernorte waren die mittlerweile abgerissenen ehemaligen Greika-Textilwerke in der Greizer Neustadt und im Aubachtal sowie andere ehemalige Industrieanlagen. Weitere Veranstaltung finden in Schlössern, Kirchen und anderen Sehenswürdigkeiten der Stadt sowie in alten Geschäftsgebäuden, im Bahnhof und im Flussbett der Weißen Elster statt.

## Verein
Der Verein Greizer Theaterherbst e.V. hat ca. 50 Mitglieder. Neben dem Festival veranstaltet er das internationale Jazzfestival „JazzWerk“, das seit 2000 jährlich in Greiz stattfindet.

## Intendanten und künstlerische Leiter
- 1992–1993: Anna Edingshaus von Lassberg
- 1994–1995: Angelika Kühn von Hintzenstern
- 1995–1997: Hans-Joachim Frank
- 1998: Jörg Mihan
- 1999–2001: Hans-Michael Linke
- 2002: Lutz Gotter
- 2003–2004: Ulrich Schwarz
- 2005: Berit Bartuschka
- 2006: Ulrich Schwarz
- 2007: Jörg Steinberg
- 2008–2009: Stefan Neugebauer
- 2010–2011: Nico Dietrich
- 2012–2013: Michael-Paul Milow
- 2014: Veronika Steinböck
- 2015–2021: Martin Heesch
- 2022: Jan Baake
- 2023–2024: Ingolf Huhn
- 2025: Jeffrey Döring